# HBスタッフ
株式会社HBスタッフ（エイチビースタッフ）は、東京都港区西麻布に本社を置く日本の企業である。主たる業務は人材派遣業である。

## 概要・沿革
2007年（平成19年）にハードベース　（代表取締役社長　澤本勇）によって、東京都港区西麻布に設立された。2008年（平成20年2月）に特定労働者派遣事業を開始、同年6月には一般労働者派遣事業を開始する。社名の「HB」はハードベース略したものである。

## 事業
- 人材派遣業
- 損害保険の代理店及び生命保険の募集